# IC 1633
IC 1633 (również PGC 4149) – galaktyka eliptyczna znajdująca się w gwiazdozbiorze Feniksa. Odkrył ją James Dunlop 5 sierpnia 1826 roku. Znajduje się w odległości około 303 milionów lat świetlnych od Ziemi. Jest najjaśniejszą galaktyką gromady galaktyk Abell 2877.